# Медицинский университет (станция метро, София)
Медицинский университет (болг. Медицински университет) — станция линии М3 Софийского метрополитена. Была открыта 26 августа 2020 года в составе первого пускового участка «Хаджи Димитр» — «Красное село» линии М3.

## Описание
Станция расположена под улицей «Г. Софийский», западнее пересечения улицы с бул. «П. Славейков». Станция имеет два вестибюля: восточный с тремя входами и западный с двумя. На интерьер станции сильно повлияла близость нескольких медицинских учреждений, крупнейшим из которых является Медицинская академия — крупный болгарский национальный медицинский и академический центр. Архитектурно станция выполнена с акцентом на синий цвет — от символа воды и неба в природе до веры, безопасности и доверия в обществе. Художественный образ этой станции вызывает положительные эмоции у пассажиров и ощущение спокойствия. Синий цвет также является цветом медицинских работников. В восточном вестибюле установлена декоративная тарелка с богатым античным бежево-голубым узором, обрамленная медной мозаикой. Платформы имеют длину 105 м. Станция оборудована 6 лифтами и 10 эскалаторами. На станции установлены прозрачные автоматические платформенные ворота высотой 1,6 м с нержавеющими окантовками и 40-сантиметровыми полосами из гладкой нержавеющей стали внизу.